# 시각 겉질

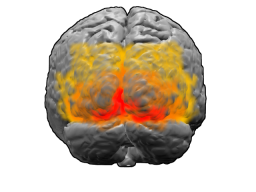
뇌를 뒤통수에서 본 모습. 브로드만 영역 17(빨강, 일차 시각피질), 18(주황), 19(노랑)

시각 겉질(영어: visual cortex) 또는 시각 피질은 일차 시각피질 또는 시각 영역 1 (V1) 또는 브로드만 영역 17로 알려진 줄무늬 겉질(striate cortex, 선조 피질)과 V2, V3, V4, V5를 포함하는 줄무늬밖 겉질(extrastriate cortex)을 통틀어 일컫는 말이다.
일차시각피질은 브로드만의 뇌지도의 17번 영역과 해부학적으로 동일하다. 줄무늬밖 겉질은 브로드만 영역 18과 브로드만 영역 19를 의미한다.
시각 피질은 대뇌 반구 양쪽의 후두엽에 위치해 있다. 시각정보는 망막을 통해 시상을 거쳐 후두엽의 시각피질에 들어오기전 시각교차(optic chiasm)에 의해서 왼쪽 반구의 시각피질은 오른쪽 시야에서, 오른쪽 시각피질은 왼쪽 시야에서 신호를 받는다.

## 시각 정보의 신경 처리에 대한 심리학적 모델

등쪽 흐름(녹색)과 배쪽 흐름(보라색)이 표시된다. 그들은 일차 시각 피질에서 유래한다.

### 배-등 모형
V1은 배쪽 흐름과 등쪽 흐름이라는 두 가지 주요 경로로 정보를 전송한다.
- 배쪽 흐름은 V1에서 시작하여 시각 영역 V2를 통과한 다음 시각 영역 V4를 거쳐 하측두엽 피질(inferior temporal cortex, IT 피질)로 이동한다. "무엇 경로"라고도 불리는 복부 흐름은 형태 인식 및 대상 표현과 관련이 있다. 이는 장기기억 저장과도 관련이 있다.
- 등쪽 흐름은 V1에서 시작하여 시각 영역 V2를 통과한 다음 등쪽안쪽 영역(dorsomedial area, DM/V6)과 내측 측두엽 영역(medial temporal area, MT/V5) 및 후두정엽 피질(posterior parietal cortex)로 이동한다. 때때로 "어디 경로" 또는 "어떻게 경로"라고도 불리는 등쪽 흐름은 움직임, 물체 위치의 표현, 눈과 팔의 제어와 관련이 있으며, 특히 시각적 정보가 홱보기(saccade, 신속운동)나 도달(reaching)을 안내하는 데 사용될 때 더욱 그렇다.

배쪽/등쪽 경로에 대한 무엇과 위치에 대한 설명은 Ungerleider와 Mishkin에 의해 처음으로 설명되었다.
최근에 구데일(Goodale)과 밀너(Milner)는 이러한 아이디어를 확장하여 배쪽 흐름이 시각적 인식에 중요한 반면 등쪽 흐름은 숙련된 행동의 시각적 제어를 중재한다고 제안했다. 에빙하우스 착시와 같은 시각적 착시는 지각적 성격의 판단을 왜곡하지만 피험자가 움켜쥐는 등의 행동으로 반응할 때는 왜곡이 발생하지 않는 것으로 나타났다.
Franz 등의 연구는 행동 시스템과 인식 시스템 모두 그러한 환상에 똑같이 속는다는 것을 암시한다. 그러나 다른 연구에서는 움켜쥐기와 같은 숙련된 행동이 그림 환상의 영향을 받지 않는다는 생각을 강력하게 뒷받침하고 행동/지각 해리가 대뇌 피질의 등쪽 및 배쪽 시각 경로 사이의 기능적 분업을 특징짓는 유용한 방법임을 제안한다.

멜빈 굿데일(Melvyn A. Goodale)과 데이비드 밀너(A. David Milner)의 두 시각계 가설 (two visual systems hypothesis, TVSH)에 대한 주요한 근거를 제공한바 있는 로버트 휘트웰(Robert L. Whitwell)등의 연구결과에서 시각정보는 시각피질들(V1~V5)이 양방향이며 동시에 서로 긴밀하게 협응하여 인식된 정보를 바탕으로 행동을 조절하여 결과를 만들어내는 병행처리 수행의 협응 기작을 밝혀낸바있다.
신경과학자들은 특히 시각피질의 정보가 배측 경로(dorsal stream)와 복측 경로(ventral stream)로 나뉘어 거의 동시적으로 병행처리되는 과정의 주요한 의미를 강조한바있다. 이는 따라서 아는것과 해보는것은 다르다는 사실을 지지하는 또다른 주요한 연구결과이다.
한편 등쪽 흐름(dorsal stream)은 V1, V2 등을 거쳐 두정엽으로 정보가 흘러가며 배쪽 흐름(ventral stream)은 측두엽으로 흘러들어간다.

## 일차 시각 겉질 (V1)
일차 시각 겉질 (primary visual cortex, V1) 또는 일차 시각 피질은 뇌에서 가장 많이 연구된 시각 영역이다. 포유류에서는 후두엽(occipital lobe)의 후극(posterior pole)에 위치하며 가장 단순하고 초기의 피질 시각 영역이다. 정지된 물체와 움직이는 물체에 대한 정보 처리에 고도로 특화되어 있으며 패턴 인식 능력이 뛰어나다.

## V2
시각 영역 V2, 또는 이차 시각 피질(secondary visual cortex) 또는 전선 피질(prestriate cortex)은 V1(직접 및 척골(pulvinar)을 통해)으로부터 강력한 피드포워드 연결을 수신하고 V3, V4 및 V5에 강력한 연결을 보낸다. 또한 시각 정보의 통합 및 처리에 중요한 역할을 한다.

## V3 영역을 포함한 삼차 시각 피질
삼차 시각 복합체(third visual complex)라는 용어는 V2 바로 앞에 위치한 피질 영역을 의미하며, 여기에는 인간의 시각 영역 V3(visual area V3)이라는 영역이 포함된다.

## V4
시각 영역 V4 (visual area V4)는 선외(extrastriate) 시각 피질의 시각 영역 중 하나이다. 히말라야원숭이에서는 V2의 앞쪽과 후측하측두엽 영역(posterior inferotemporal area, PIT)의 뒤쪽에 위치한다.

## 중간 측두 시각 영역 (V5)
중간 측두 시각 영역(middle temporal visual area, MT 또는 V5)은 줄무늬가 있는 시각 피질의 영역이다. 신세계 원숭이와 구세계 원숭이의 여러 종에서 MT 영역에는 방향 선택 뉴런이 집중적으로 포함되어 있다. 영장류의 MT는 동작 인식, 로컬 동작 신호를 전체 인식으로 통합 및 일부 눈 움직임 안내에 중요한 역할을 하는 것으로 생각된다.

## V6
V6로도 알려진 등쪽안쪽 영역(배내측 영역, dorsomedial area, DM)은 자기 운동 및 광역 자극과 관련된 시각적 자극에 반응하는 것으로 보인다.

## 같이 보기
- 렘수면
- 두 흐름 가설 (two-streams hypothesis)
- 등쪽 흐름 경로 (dorsal stream pathway)
- 줄무늬밖 겉질 (extrastriate cortex, 선조외 피질)

## 참고 문헌
- (Front. Neurol., 08 December 2014 https://doi.org/10.3389/fneur.2014.00255 The two visual systems hypothesis: new challenges and insights from visual form agnosic patient DF , Robert L. Whitwell,A. David Milner and imageMelvyn A. Goodale) https://www.frontiersin.org/articles/10.3389/fneur.2014.00255/full
- (Nat Rev Neurosci. 2001 Sep;2(9):635-42. doi: 10.1038/35090055. Neural foundations of imagery

S M Kosslyn , G Ganis, W L Thompson PMID: 11533731 DOI: 10.1038/35090055) https://pubmed.ncbi.nlm.nih.gov/11533731/
- Plant, Gordon T., James-Galton, Merle, Wilkinson, David T. (2015) Progressive cortical visual failure associated with occipital calcification and coeliac disease with relative preservation of the dorsal ‘action’ pathway. Cortex, 71 . pp. 160-170. ISSN 0010-9452. (doi:10.1016/j.cortex.2015.06.023) (KAR id:49155)